# العلاقات التشادية اللبنانية
العلاقات التشادية اللبنانية هي العلاقات الثنائية التي تجمع بين تشاد ولبنان.

## مقارنة بين البلدين
هذه مقارنة عامة ومرجعية للدولتين:
| وجه المقارنة                                              | تشاد                      | لبنان                                                                |
| --------------------------------------------------------- | ------------------------- | -------------------------------------------------------------------- |
| المساحة (كم2)                                             | 1.28 مليون                | 10.45 ألف                                                            |
| عدد السكان (نسمة)                                         | 15.23 مليون               | 6.10 مليون                                                           |
| الكثافة السكانية (ن./كم²)                                 | 11.9                      | 583.73                                                               |
| العاصمة                                                   | انجمينا                   | بيروت                                                                |
| اللغة الرسمية                                             | لغة فرنسية، اللغة العربية | اللغة العربية، لغة فرنسية                                            |
| العملة                                                    | فرنك وسط أفريقي           | ليرة لبنانية                                                         |
| الناتج المحلي الإجمالي (بليون دولار)                      | 9.98 مليار                | 51.84 مليار                                                          |
| الناتج المحلي الإجمالي (تعادل القوة الشرائية) بليون دولار | 30.54 مليار               | 81.54 مليار                                                          |
| الناتج المحلي الإجمالي الاسمي للفرد دولار أمريكي          | 775                       | 8.05 ألف                                                             |
| الناتج المحلي الإجمالي للفرد دولار أمريكي                 | 2.18 ألف                  | 17.46 ألف                                                            |
| مؤشر التنمية البشرية                                      | 0.392                     | 0.769                                                                |
| رمز المكالمات الدولي                                      | +235                      | +961                                                                 |
| رمز الإنترنت                                              | .td                       | .lb                                                                  |
| المنطقة الزمنية                                           | ت ع م+01:00               | ت ع م+02:00، ت ع م+03:00، توقيت شرق أوروبا، توقيت شرق أوروبا الصيفي ‏ |

## منظمات دولية مشتركة
يشترك البلدان في عضوية مجموعة من المنظمات الدولية، منها:
| علم المنظمة | اسم المنظمة                               | تاريخ انضمام تشاد | تاريخ انضمام لبنان |
| ----------- | ----------------------------------------- | ----------------- | ------------------ |
|             | مؤسسة التنمية الدولية                     | 7 نوفمبر 1963     | 10 أبريل 1962      |
|             | يونسكو                                    | 19 ديسمبر 1960    | 4 نوفمبر 1946      |
|             | وكالة ضمان الاستثمار متعدد الأطراف        | 11 يونيو 2002     | 19 أكتوبر 1994     |
|             | الأمم المتحدة                             | 20 سبتمبر 1960    | 24 أكتوبر 1945     |
|             | الاتحاد البريدي العالمي                   | ?                 | ?                  |
|             | البنك الدولي للإنشاء والتعمير             | 10 يوليو 1963     | 14 أبريل 1947      |
|             | منظمة التعاون الإسلامي                    | ?                 | ?                  |
|             | منظمة حظر الأسلحة الكيميائية              | ?                 | ?                  |
|             | الاتحاد الدولي للاتصالات                  | 25 نوفمبر 1960    | 12 يناير 1924      |
|             | مؤسسة التمويل الدولية                     | 2 أبريل 1998      | 28 ديسمبر 1956     |
|             | المركز الدولي لتسوية المنازعات الاستشارية | 14 أكتوبر 1966    | 25 أبريل 2003      |
|             | منظمة الشرطة الجنائية الدولية             | ?                 | ?                  |